# Navy One

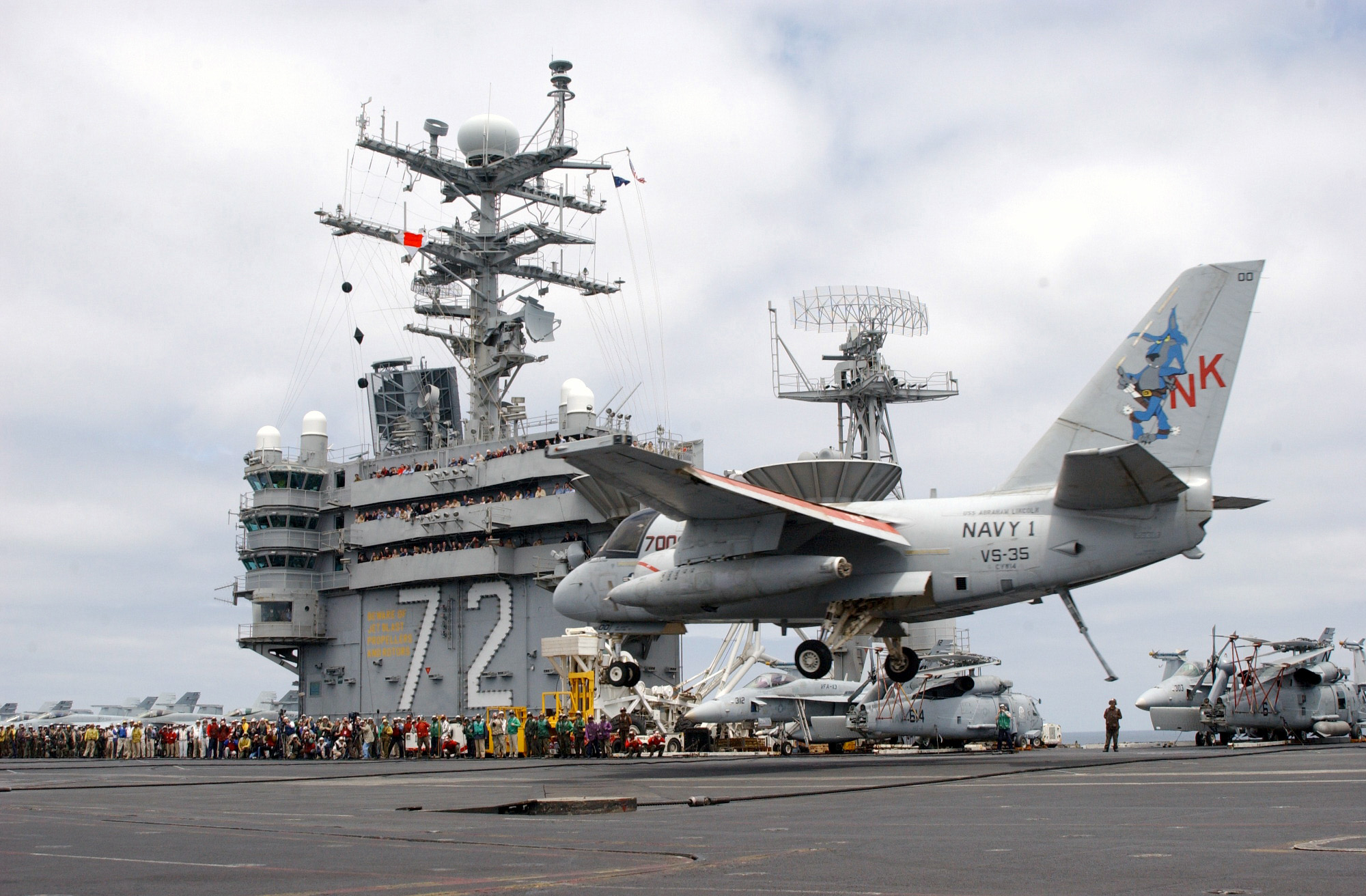
Navy One, hier eine S-3B Viking am 1. Mai 2003 (Staffel: Blue Wolves/Sea Control Squadron Three Five)

Navy One ist das Funkrufzeichen, das jedes Luftfahrzeug der United States Navy zugeteilt bekommt, sobald sich der Präsident der Vereinigten Staaten an Bord befindet.
Die erste Gelegenheit, zu der Navy One existierte, war am 1. Mai 2003, als George W. Bush in einer Lockheed S-3 Viking auf den Flugzeugträger Abraham Lincoln übersetzte, wo er seine Mission-Accomplished-Rede hielt, in der er das Ende des Irakkrieges verkündete. Diese spezielle Maschine steht heute im National Museum of Naval Aviation auf der Naval Air Station Pensacola in Pensacola, Florida.
Ein Navy-Luftfahrzeug, in dem sich der Vizepräsident befindet, heißt Navy Two.